# Ірано-китайські відносини
Ірано-китайські відносини — двосторонні дипломатичні відносини між Іраном та КНР.

## Історія
Офіційно китайсько-іранські міжнародні відносини розпочалися 1937 року, із сучасним Іраном Китай так чи інакше, активно співпрацює з 1979 року, з періоду ісламської революції. Дві країни зблизилися під час ірано-іракської війни, оскільки Китай був важливим джерелом зброї для Ірану.
На сьогодняшній день Іран — важливий партнер Китаю у близькосхідному регіоні. Іран та Китай співпрацюють у таких сферах, як: енергетика, транспорт, інфраструктурне будівництво, безпека та оборона. Китай є найбільшим імпортером іранської нафти, дохід якої становить близько 20% іранського бюджету: країна щодня закуповує в Ірану до 2 млн. барелів нафти, тим самим вона також допомагає Тегерану обходити санкції США, отримувати доходи і також фінансувати про-іранські проксі-сили на Близькому сході (Хусити, Хезболла і.т.д.). У свою чергу, Тегеран отримує від Китаю компоненти для створення ракетного палива, без якого існування балістичної програми Ірану було б неможливим. Крім того, Іран і Китай проводять спільні військові навчання, зокрема за участю Росії, а також беруть участь у розвитку міжнародного транспортного коридору ”Північ-Південь”. 
У березні 2021 року дві країни підписали 25-річну угоду про всеосяжну співпрацю на сумму $400 млрд.
У зовнішній політиці союз КНР та Ірану побудований на загальному протистоянні впливу США в Азії.
Обидві країни є членами БРІКС та ШОС. Китай реалізує ініціативу "Пояс і Шлях", спрямовану на розвиток інфраструктури та торгівлі з країнами Азії, Африки та Європи, де Іран також є важливим учасником.